# Lavocatia alfambrensis
Lavocatia alfambrensis — вид дрібних викопних ссавців родини Pinheirodontidae ряду Багатогорбкозубі (Multituberculata). Тварина існувала на початку крейдяного періоду (130–125 млн років тому) на території сучасної Європи. Скам'янілі рештки знайдені у пластах формування Камарільяс в Іспанії. Відомий лише по знахідках зубів.